# La Ville et les Chiens
La Ville et les Chiens (La ciudad y los perros) est le premier roman de l'écrivain péruvien Mario Vargas Llosa, Prix Nobel de littérature en 2010. Récompensé par le prix Biblioteca Breve en 1962, il a été publié en 1963 et reçut le prix de la Critique Espagnole. Initialement, l'auteur lui donna le titre La morada del héroe puis Los impostores. Ce roman a marqué profondément la littérature péruvienne lui permettant de commencer à se moderniser. Elle est à l'origine avec d'autres œuvres de divers auteurs Latino-américains du « Boom latino-américain ». Le livre a été édité plusieurs fois et a été traduit dans des dizaines de langues. Le monde anglo-saxon le connaît sous le titre The Time of the Hero. Le récit s'inspire de la propre expérience de l'auteur au collège militaire Leoncio Prado de Lima. La traduction française paraît en 1966. 

## Genèse
Mario Vargas Llosa a passé deux années de sa scolarité au collège militaire Leoncio Prado, entre 1950 et 1951. Cette expérience ou « aventure » (comme il l'appelle lui-même) l'a profondément marqué. Aussi, des années plus tard, s'étant fixé le but de devenir écrivain (vers 1956), son premier roman devait naturellement traiter de cette expérience scolaire. Pour des raisons de temps, il ne se mit cependant pas tout de suite à travailler sur ce projet. C'est seulement lorsqu'il partit en Espagne grâce à une bourse d'études qu'il put y consacrer son temps libre. Il commença à écrire le roman en automne 1958, à Madrid, dans un bar de la rue Menéndez y Pelayo nommé « El jute », qui est aujourd'hui un restaurant sous un nom différent. Il le termina durant l'hiver 1961, dans une mansarde parisienne. Le manuscrit du roman comptait environ 1200 pages et le premier titre qu'essaya Vargas Llosa fut La morada del héroe (La demeure du héros), qu'il changea ensuite pour Los Impostores (Les Imposteurs), sans être réellement satisfait. Une fois à Lima, il retrouva son ami José Miguel Oviedo, critique péruvien, à qui il demanda conseil. Oviedo, qui avait lu le manuscrit avec un petit groupe d'amis, suggéra le nom de La Ciudad y las nieblas (La Ville et les nuages), en faisant alors allusion au brouillard qui inonde souvent la côte où se situe le collège militaire, et qui est souvent évoqué dans le roman. Comme cela ne plaisait toujours pas à Mario, Oviedo lui proposa alors La Ciudad y los perros (La Ville et les chiens), en faisant allusion aux « chiens » ou cadets de troisième année, personnages du roman. Vargas Llosa, enthousiaste, déclara alors « Ése es el título » (voilà le titre), et c'est ainsi que fut baptisé le premier roman de l'écrivain.
Vargas Llosa, sur le conseil de l'hispaniste français Claude Couffon, confia la publication de son livre a la maison d'édition Seix Barral située à Barcelone. L'éditeur Carlos Barral fut très enthousiaste à la lecture du manuscrit et suggéra à Mario de participer d'abord au Prix Biblioteca Breve, qu'il remporta. Après de multiples négociations pour éviter la censure, La Ville et les Chiens fut publié en 1963. Il reçut alors le Prix de la Critique Espagnole, et faillit recevoir le Premier Prix Formentor, mais une voix lui fit défaut. Pour le critique espagnol José María Valverde, ce livre « est le meilleur roman de langue espagnole, depuis Don Segundo Sombra ».

## Thème
L'histoire se passe au collège militaire Leoncio Prado, où des adolescents et des jeunes en internat reçoivent une formation scolaire secondaire, sous une discipline militaire sévère. On y suit les histoires de plusieurs garçons qui découvrent et apprennent à vivre avec un mode de vie aliénant, qui ne leur permet pas de s'épanouir en tant que personnes, et dans lequel ils sont soumis et humiliés. Cependant, en dépit de ce système, certains arrivent à trouver la force de relever les défis qui leur sont lancés.
Vargas Llosa critique le mode de vie et la culture militaire, où sont prônées des valeurs telles l'agressivité, le courage, la virilité, la sexualité, etc., qui influent fortement le développement personnel des garçons de cet internat. Avec une multitude de personnages, les vies de chacun s'entremêlent, pour tisser la toile de fond du roman. Le vol des questions d'un examen va devenir le nœud de l'action. Ce vol est dénoncé par le cadet surnommé « l'Esclave », qui va ensuite mourir, on le suppose, des mains du cadet surnommé « le Jaguar ». Un autre cadet, « le Poète », va essayer, sans succès, de dénoncer le Jaguar. Cette histoire va alors opposer les cadets entre eux, et va les opposer aux autorités du collège, qui sont aussi des officiels de l'Armée. L'épilogue du roman confirme bien ce que fut le collège pour les personnages principaux : un lieu de passage, qui les a formés voire déformés, pour les intégrer à la société civile.

## Lieux
L'endroit où a lieu principalement l'action est le collège militaire Leoncio Prado, situé à La Perla, dans la Province Constitutionnelle du Callao (Pérou), près de la mer, et entouré de terrains inoccupés ou de fermes. L'entrée principale du collège, surveillée par un poste de garde, est appelée la Prevención. C'est aussi le nom du bâtiment où restent les cadets. Tout près, on trouve une cour extérieure avec une statue du héros Leoncio Prado. Depuis La Prevención on distingue trois blocs de ciment où se trouvent les chambres des cadets de troisième, quatrième et cinquième année. À l'intérieur, on trouve un stade, une piste d'athlétisme et des gradins en bois délabrés. On y trouve aussi une piscine, et devant une construction soutenue par quatre colonnes, La Glorieta.
L'action se passe aussi dans les quartiers de Lima où vivent les personnages principaux : le district de Lince (où vit l'Esclave), le district de Miraflores (où vit le Poète, Alberto Fernández). On voit aussi la rue Huatica du district de La Victoria, siège du bordel le plus célèbre de la capitale. D'autres grandes rues de Lima sont mentionnées dans les histoires intercalées : l'avenue Nicolás de Piérola, l'avenue Alfonso Ugarte, l'avenue Salaverry, et certaines grandes places de la capitale.

## Structure
Le roman est divisé en deux parties divisées en huit chapitres, et terminé par un épilogue.
Chacun des chapitres contient des épisodes indépendants, qui sont séparés par des espaces blancs (c'est aussi le cas de l'épilogue).

## Techniques
Le roman commence in media res, c'est-à-dire en plein déroulement de l'action qui va ensuite être au centre du roman : le vol des questions de l'examen de chimie. Cependant, la narration n'est pas linéaire puisque, à côté de l'histoire principale, de nombreux épisodes antérieurs chronologiquement sont intercalés, nous permettant ainsi de découvrir la vie des protagonistes (Ricardo Arana, l'Esclave, Alberto Fernández, le Poète, et le troisième qui n'est pas tout de suite identifiable, le Jaguar). Ces histoires parallèles remontent à l'époque où les cadets n'ont pas encore intégré l'école ou sont sur le point de le faire. Cette méthode narrative, dite des flashbacks (plus connue grâce à son utilisation au cinéma) permet au lecteur de mieux connaître les personnages, les lieux et les environnements dans lesquels ils ont été créés.

## Narrateurs
Au jeu des temps évoqué précédemment, l'auteur multiplie les points de vue en faisant participer plusieurs narrateurs. Le premier narrateur clairement identifiable est le Poète, Alberto Fernández, ayant une perspective double : une vision « extérieure », objective et la retranscription de son monologue intérieur. L'autre est le « Boa », un des cadets du « Cercle », un garçon assez instinctif et  impulsif, qui commente les faits avec un point de vue intérieur et subjectif, comme si on était dans son esprit. Il a parfois la fonction de narrateur, lors de l'expulsion du serrano Cava par exemple. Un autre point de vue « extérieur » est celui du Jaguar, qui raconte à la première personne sa vie antérieure à l'entrée au collège, même si son identité reste mystérieuse jusqu'à la fin.

## Style
Le roman semble au premier abord vouloir être réaliste, avec certains passages que l'on peut rapprocher du costumbrismo. Derrière les faits réalistes se cache un sens symboliste. Les monologues intérieurs sont aussi par moments  poétiques.

## Résumé
Le roman raconte des morceaux de vie des élèves internes du collège militaire Leoncio Prado, en s'intéressant plus particulièrement à Alberto Fernández « le Poète », Le Jaguar, Ricardo Arana « L'Esclave », le serrano Cava, le Boa, le Frisé, le brigadier Arróspide et le noir Vallano, qui sont en dernière année de cours, dans la première section. Ils sont tous pressés de s'en aller du trou où ils se sont tous rencontrés. De tous, le plus faible est Ricardo Arana, qui se fait sans cesse humilier par ses camarades, recevant le surnom d'Esclave : c'est le seul qui ne réussit pas à s'adapter et qui se sent étranger du collège bien qu'il y cohabite jour et nuit avec ses camarades, en classe ou au dortoir.
Tous les jours, les élèves se lèvent tôt pour aller étudier. Le lieutenant Gamboa dirige la classe et punit les trois derniers qui rejoignent les rangs. Le mode de vie des internes est pesant et dénigrant pour un grand nombre d'entre eux. La narration remonte en arrière, quand Alberto et ses camarades rentrèrent au collège en troisième année d'études secondaires. Ils se firent alors « baptiser » par les élèves de quatrième année, et certains des élèves de cinquième. Ce « baptême » consistait à les traiter comme des « chiens », mot utilisé pour désigner les élèves d'année inférieure. Le Jaguar est le seul qui n'ait pas été baptisé : il s'est violemment opposé à ce genre de traitements et a vaincu un quatrième année lors d'une bagarre. Pour se défendre et se venger de ce genre de comportements de la part d'élèves plus âgés, le Jaguar et les élèves de sa section décidèrent de former un « Cercle ». Une fois découverte par le lieutenant Gamboa, la section entière est punie. Cela n'arrête pas le Jaguar qui décide de maintenir le Cercle avec ses trois amis les plus proches : le serrano Cava, le Frisé et le Boa. Ces derniers volent des uniformes pour les revendre, organisent des trafics de produits interdits dans l'école (cigarette, alcool, revues érotiques…), des jeux à gratter ou des jeux de cartes, et ils planifient le vol du sujet de l'examen de chimie. Mais le serrano Cava, chargé de cette mission, n'a pas fait attention et a cassé un carreau d'une fenêtre. Le Cercle craint alors d'être découvert. Cette nuit-là, Alberto et l'Esclave font office de imaginarias (ou gardes) et sont témoins du vol.
Alberto et l'Esclave commencèrent à se lier d'amitié. L'Esclave voulait sortir le weekend pour aller rendre visite à Teresa, sa voisine dont il est tombé amoureux mais à qui il n'arrive pas déclarer sa flamme. Alberto, plus connu sous le nom de Poète, est très sollicité par les autres cadets pour écrire des lettres d'amour et courts récits érotiques. L'Esclave, en particulier, lui demande d'écrire quelques lettres pour Teresa. Pendant l'examen de chimie, un papier avec les réponses de l'examen tomba dans le cartable d'Alberto. Lorsque Gamboa s'en est rendu compte, il demanda au responsable de se dénoncer, ce que fit l'Esclave. Ce dernier fut consigné pour le weekend. Ce même samedi, Alberto décida de profiter de sa permission de sortie pour aller voir la célèbre « Pieds Dorés », une prostituée de l'avenue Huatica, dans le district de La Victoria. Il en profite également pour amener une lettre de l'Esclave à Teresa, dans le district de Lince. Il l'invite au cinéma et commence à tomber amoureux d'elle, même si au fond, il se sent mal à l'aise de trahir son ami. Il retourne chez lui, à Miraflores, l'envie lui est passée d'aller voir « Pieds Dorés ».
Comme le Cercle le craignait, le vol des questions de l'examen de chimie fut découvert par Gamboa. Il consigne alors les imaginarias de la soirée jusqu'à ce que les responsables se fassent connaître. L'Esclave, qui enchaîne les interdictions de sortir, ne supporte plus la situation, et au lieu de faire le mur, il choisit de dénoncer le coupable, le serrano Cava. Ce dernier est dégradé et expulsé. Cette punition est terrible car l'élève perd toutes les années d'études effectuées jusqu'ici.
Le Jaguar et les autres membres du Cercle se jurent de trouver le « mouchard » et de le punir comme il le mérite. Entretemps, l'Esclave obtient une permission pour sortir du collège et il en profite pour aller voir Teresa. Alberto, jaloux puisqu'il est aussi amoureux de la jeune fille, s'échappe du collège pour devancer l'Esclave. Quand il arrive, elle lui annonce que Ricardo n'est pas encore venu la voir, Alberto lui fait alors part de ses sentiments. L'Esclave, lui, est resté chez lui, ses parents lui ayant interdit de sortir.
La vie au collège suit alors son cours habituel, jusqu'au moment où un événement tragique se produit. Pendant une séance pratique de tir, dans un terrain accidenté dans les environs du collège, le lieutenant Gamboa ordonna aux élèves en formation de gravir une colline. En faisant la manœuvre, un cadet tomba au sol, inconscient. C'était l'Esclave, gravement blessé. Une balle, apparemment perdue, l'avait touché en pleine tête.
L'Esclave est amené à l'infirmerie du collège, mais il meurt de ses blessures peu de temps après. Le collège entier assista à ses funérailles. Pour les officiels du collège, le cadet a été victime de sa maladresse, en faisant tomber son arme au sol. Ils dissimulent le fait que la balle venait de derrière. Ils suspectent une erreur dans les manœuvres, alors sous la responsabilité de Gamboa, les autres gradés étant aussi responsables de par leur négligence. Afin d'éviter un scandale, ils maintiennent la version officielle d'une erreur du cadet Arana.
La section entière paraît affectée par l'événement. Alberto ne croit pas à la version officielle de la mort, et pense plutôt à un acte de vengeance du Cercle. Le fait que le Jaguar était directement derrière l'Esclave au moment des manœuvres le rend coupable aux yeux du Poète. Tourmenté par cette affaire, il sort rejoindre Teresa pour lui annoncer la mauvaise nouvelle. Elle avoue alors qu'elle connaissait très peu Ricardo, et essaye de consoler Alberto, mais elle se rend compte que quelque chose d'autre le tracasse. Ils se disputent alors, Alberto trouvant son amie insensible à la mort de l'Esclave. Il s'en va alors, pressentant qu'il ne la reverra jamais.
Le Poète décide alors de rendre visite au lieutenant Gamboa à son domicile et accuse alors le Jaguar de l'assassinat de l'Esclave. Il lui révèle alors les commerces d'alcool, de cigarettes, des jeux à gratter, les vols d'uniformes que le Cercle dissimule dans les dortoirs. Gamboa essaye de faire ouvrir une enquête, il commence par isoler le Jaguar, et va ensuite faire une inspection des dortoirs, où il trouve les preuves de ce qu'avançait Alberto. Par contre, il ne trouve aucun élément qui justifie l'assassinat. Le Poète insiste, et va alors rencontrer le colonel, qui lui demande de retirer ses accusations, selon lui non fondées et facilement réfutables, il mentionne aussi les « petits romans érotiques» trouvés pendant l'inspection des dortoirs, qui montrent son imagination débordante. Il menace aussi de le renvoyer pour perversion sexuelle, ce qui l'empêcherait de rentrer dans un autre collège par la suite. Alberto va alors renoncer. Il tombe sur le Jaguar dans la cellule d'isolement. Les deux haussent le ton, le Jaguar nie tout lien avec l'assassinat de l'Esclave, Alberto lui révèle être celui qui l'a dénoncé. Une bagarre éclate, laissant le Poète en piteux état. Après un passage à l'infirmerie, les deux rentrent au dortoir.
Toute la section, menée par le brigadier Arróspide, croit que le Jaguar a parlé de l'alcool, des cigarettes. Plusieurs cadets s'en prennent à lui et le frappent violemment. Pendant ce temps-là, il ne révélera pas l'identité du véritable mouchard, et va être très affecté par la manière dont ses camarades vont le traiter, après tout ce qu'il a fait pour eux lors du bizutage. De son côté, Gamboa regrette de s'être lancé dans pareille procédure : il est tombé en disgrâce auprès de ses supérieurs, qui décident de le muter à Juliaca. Avant son départ, le Jaguar va avouer au lieutenant qu'il est l'assassin de Ricardo Arana, espérant ainsi qu'il pourra être réhabilité. Mais les aveux tombent trop tard, et pour l'armée, la mort est accidentelle, cette conclusion permettant d'éviter le scandale. Gamboa demande alors au Jaguar de changer de comportement et l'incite à tirer la leçon de ce qui s'est passé.
Un peu plus tard, une fois le collège terminé, Alberto, qui a déjà oublié Teresa, se prépare à partir aux États-Unis. Il rencontre une nouvelle arrivée dans son quartier, Marcela, dont il tombe amoureux. Par ailleurs, le Jaguar a trouvé un emploi et a revu son amour d'enfance, Teresa, qu'il épouse. Cela contraste alors l'image qu'avait gardée le lecteur de lui. L'histoire du Jaguar, narrée et intercalée tout au long du livre, sans que le nom de celui soit mentionné avant la fin, fait la particularité du récit.

## Personnages principaux

### Alberto Fernández, «Le Poète»
Alberto Fernández est en dernière année dans le collège militaire Leoncio Prado, où il est connu comme le Poète. En effet, il écrit des lettres d'amour et des romans érotiques en échange d'argent ou de cigarettes. Il est blanc, et vit dans le quartier de Miraflores.
Alberto n'était qu'un enfant en entrant au collège et venait d'une famille désunie. Comme la plupart de ses camarades, il a eu du mal à s'habituer au nouveau mode de vie imposé par le collège.
Le Poète, au même titre que les autres étudiants de l'institution, a deux identités : à l'intérieur du collège, il doit se montrer insensible, grossier et dur, et assez embobineur pour éviter les bagarres (n'étant pas vraiment à l'aise dans ce genre de situation), et éviter ainsi les blagues de mauvais goût ou même les abus sexuels. À l'extérieur du collège, avec ses amis de Miraflores, Tico et Pluto, il se comporte de manière différente : pas de violence ni de carapace.
Bien qu'il lui ressemble peu, Alberto arrive à devenir le seul ami de Ricardo, même s'il tombe amoureux de Teresa. On note ainsi le peu de valeur accordée par Alberto à sa nouvelle amitié.
Durant un exercice de tir, Ricardo meurt. Alberto suppose que sa mort est une vengeance du Cercle pour avoir dénoncé Cava pour le vol d'un examen. Il a alors le besoin de trouver le coupable, et va être amené à dénoncer toutes les infractions au règlement (cigarettes, alcool…), ce qui va être source d'ennuis avec le Jaguar.
À travers Alberto, Vargas Losa illustre « la double mission qu'a, à ses yeux, tout écrivain : mission sociale, il est le porte-voix des infirmes et des empêchés ; mission artistique, il assigne à la littérature le rôle de moteur de l'imaginaire et de compensation psychique. »

### Le Jaguar
Venant de Bellavista, le Jaguar est un jeune plutôt fort, agile et courageux, dont la personnalité a été modelée par le contexte social dans lequel il a évolué. En entrant dans le collège militaire, il a montré sa force de caractère, empêchant les quatrième année de le surnommer comme le veut la tradition. Il se proclame alors Jaguar, pour son habileté à éviter les coups et sa dextérité à les donner. À ce moment-là, il prend l'initiative de créer le Cercle, afin de lutter contre la violence et l'injustice que les troisièmes années subissent.
Dans ce contexte, le Jaguar tient un rôle important, son expérience avant l'entrée au collège militaire l'ayant habitué à faire usage de tous les moyens en sa possession pour se défendre par lui-même. Il ne se rend devant aucune situation, voulant montrer son sentiment de supériorité par rapport aux autres. Il ne se permet personne de l'insulter, exerçant ainsi un contrôle sur ses semblables.
Le Jaguar est présent tout au long du roman : non seulement dans l'histoire principale mais aussi dans plusieurs épisodes annexes. Cependant, son identité n'est pas révélée au début, c'est un adolescent qui raconte sa vie précédant l'entrée au collège, quand il vivait avec sa mère dans une maison modeste de Bellavista. Il allait alors au collège Dos de Mayo à Callao, et essayait de se rapprocher de sa voisine Teresa, dont il était amoureux en secret. Il avait l'habitude d'aller la rejoindre à la sortie de son collège (Rosa de Santa María). Il raconte aussi comment, alors influencé par de mauvaises relations, il devient cambrioleur, puis s'enfuit de chez lui pour vivre avec son oncle et sa tante qui vont finalement l'envoyer au collège militaire. Dans la dernière partie du roman, on apprend enfin qui est ce jeune garçon : il s'agit du Jaguar, qui se rend maître de son avenir et finit par épouser Teresa, son amie d'enfance. On peut le considérer comme le héros du roman.

### Ricardo Arana, «L'Esclave»
C'est un des personnages principaux du roman. Ce personnage est particulièrement soumis et docile, ayant eu une enfance au cours de laquelle les femmes ont été très importantes. Son père, autoritaire, a décidé de l'envoyer au collège militaire pour que son fils devienne un « homme ».
Dans l'internat, où règne la loi du plus fort, Ricardo reçoit le surnom d'Esclave : il va alors devenir la victime de tous les mauvais coups de ses camarades.
Bien que ce personnage ne soit pas très actif, on apprend assez rapidement la tendresse qu'il a secrètement pour Teresa, une jeune fille qu'il connait de sa vie d'avant. Cependant, un événement tragique va empêcher leurs retrouvailles : son assassinat. Ce fait sera étouffé par les autorités militaires, désireuses de ne pas ternir la réputation de l'institution.
L'Esclave représente les  minorités qui ne sont pas intégrées dans la société, et qui, de par leur envie d'être acceptées, sont victimes d'abus.

### Teresa
C'est le personnage féminin le plus important du roman. L'auteur nous décrit Teresa comme une jeune fille agréable à vivre et douce, faisant ainsi d'elle une icône de perfection féminine dans la vie des trois personnages principaux (l'Esclave, le Jaguar et le Poète).
Tous les hommes ont tous des points en commun, malgré leur appartenance à des classes socio-économiques ou à des cultures différentes. Cela est dans l'essence humaine même. Voilà le message que Mario Vargas Llosa cherche à nous donner à travers le personnage de Teresa. Ils désirent ce qu'ils ne possèdent pas, veulent être aimés, et ressentent tous un besoin de spiritualité. 
Mario Vargas Llosa met ainsi en valeur l'aspect humain de la relation, devant l'aspect financier ou physique. En montrant Teresa comme une personne digne et pure, bien que pauvre, il nous rappelle que l'humanité ne disparaît pas par manque de ressources.
Pour les personnages qui tombent amoureux de Teresa, elle représente la part d'eux-mêmes qu'ils ont dû abandonner en entrant au collège militaire. Pour l'Esclave, la tranquillité, pour le Poète, l'innocence, pour le Jaguar, un foyer qu'il n'a jamais eu.
Au début du roman, l'auteur nous fait part de l'obsession du Jaguar pour Teresa en montrant tout ce qu'il fait par amour. Il cherche à passer le plus de temps possible avec elle, fait ses devoirs avec elle et la suit sur le chemin du collège.
Puis, perdant de vue le Jaguar, l'Esclave arrive. Puis grâce à lui, le Poète la rencontre, et il commence à la voir de temps en temps. Si parfaite, si pure (mais promise de son meilleur ami). Mais après la mort de l'Esclave, nous remarquons que ses sentiments envers Teresa ne sont plus aussi forts.
Puis les chemins de Teresa et du Jaguar se croisent à nouveau. Au moment où il quitte le collège militaire, il la revoit et la demande en mariage, elle accepte.

## Personnages secondaires

### «Le Boa»
Il fait partie du Cercle, étant féroce et doté d'une grande force physique. Son surnom, qu'il déteste, vient de son membre viril, particulièrement développé. Le Boa est un des narrateurs de l'histoire, un des seuls qui parle à la première personne.
C'est le meilleur ami du Jaguar, meneur du groupe. Il suit fidèlement son ami et obéit à toutes ses instructions, même s'il n'est pas toujours d'accord avec lui, l'intelligence et la crainte que le Jaguar lui inspire influençant toujours ses choix personnels. C'est le seul qui défende le Jaguar quand toute la section le soupçonne de trahison, et il finit par se battre avec le brigadier Arróspide.
Le Boa pense qu'il est vital de se montrer brutal et violent, et il met en place un système dans lequel celui qui ne domine pas est dominé. Bien qu'il vive dans un univers violent et sauvage, il se fait une amie, la chienne « Malencouille », sorte de mascotte du collège. Il admire la fidélité de l'animal qui devient alors un moyen de s'évader d'un monde dans lequel il se sent toujours sous pression.

### Porfirio Cava, «Le Serrano»
Porfirio Cava est un autre membre du Cercle. On le surnomme « le serrano » parce qu'il vient des régions montagneuses (la sierra en espagnol), d'autres l'appellent « le métis ». C'est le seul qui doive se raser régulièrement, ce qui lui vaut les moqueries de ses camarades. C'est lui qui frappe le plus l'Esclave et certains professeurs, celui de français par exemple, après le Jaguar. C'est le seul qui ait réellement une ambition militaire, et qui rêve de servir dans l'artillerie. Il était chargé de voler les questions de l'examen de chimie, mais dans son emportement, il casse un carreau de la fenêtre par laquelle il entre pour commettre le délit. Dénoncé par l'Esclave, il est renvoyé, et doit retourner dans sa région d'origine. « Les serranos n'ont pas de chance, ils leur arrive toujours quelque chose » pense le Poète.

### Le lieutenant Gamboa
Le lieutenant Gamboa, responsable de la première section, se doit de faire en sorte que tout se passe bien. Il a un rôle très important au sein de l'institution, essayant d'être un modèle pour les cadets, et d'être premier à corriger tout écart aux règles. Sa méthode d'enseignement se base sur une discipline militaire exemplaire. Cette attitude, toujours hostile, lui permet d'obtenir le respect dont il a besoin pour diriger ce monde où prévaut la loi du plus fort. Bien qu'il soit constamment cruel avec les cadets, la plupart le respecte (notamment le Jaguar) et l'admire pour son courage et son histoire en tant que combattant. À la différence des autres officiels du collège, Gamboa croit en la discipline, en la hiérarchie et en l'honneur de l'armée.
Lors de la mort de Ricardo Arana, a priori par accident, le cadet Alberto Fernández se confie à Gamboa et lui soutient que le Jaguar a assassiné l'Esclave. Confronté à une telle déclaration, Gamboa essaye de réagir en suivant ses principes éthiques et enquête sur les faits pour ses supérieurs. Après avoir interrogé personnellement le Jaguar, Gamboa se rend compte qu'il est coupable. Il insiste alors auprès de sa hiérarchie qui le destitue et l'envoie dans un camp éloigné à Juliaca.
Au vu de cette situation, le Jaguar avoue qu'il a tué l'Esclave et il l'encourage à le dénoncer à ses supérieurs pour qu'il puisse être réhabilité. Gamboa lui dit qu'il est trop tard, mais qu'il doit changer son attitude et « tirer profit de tout cela ». Le départ de Gamboa affecte beaucoup le Jaguar, qui se sent coupable, ce qui va le motiver à changer le cours de sa vie.

### «Le Frisé»
Le Frisé est un autre membre du Cercle. Il prend un plaisir particulier à maltraiter le Poète, et certains pensent que c'est par jalousie. Quand toute la section se retourne contre le Jaguar, l'accusant d'être le mouchard, le Frisé s'enfuit et laisse tomber son ami. Pour cette raison, il devient l'ennemi du Jaguar, à qui il ne parlera plus.

### Le brigadier Arróspide
Arróspide est le brigadier de la section, et fait partie avec le Poète des « blaquitos » (littéralement, petits blancs) du quartier de Miraflores. C'est un étudiant très impliqué, « un chancón » (quelqu'un de très sérieux dans ses études) pour ceux qui l'ont élu brigadier trois années de suite. C'est celui qui mène le groupe contre le Jaguar.

### «Le Noir» Vallano
Vallano est un cadet d'origine afro-péruvienne, tous l'appellent « el negro » (le noir), surnom qui au Pérou n'est pas offensant à moins qu'il ne soit dit sur un ton méprisant. Il se sent fier de son uniforme, surtout en sortie, car selon lui l'uniforme attire les jeunes femmes. C'est lui qui conseille à sa section de rendre visite à la Pieds Dorés. Il a l'habitude d'avoir des joutes verbales avec le Poète, mais c'est ce dernier qui gagne à chaque fois.

### La «Pieds Dorés»
« Pieds Dorés » est le nom d'une prostituée de la zone rouge de Lima, dans l'avenue Huatica, district de la Victoria. C'est une femme petite et mince, aux cheveux blonds et bouclés, à la peau lisse et claire. Son surnom particulier est dû à ses pieds, petits, blancs et soignés. Elle devient la favorite des cadets de la première section des cinquièmes années. Elle demande 20 soles, et beaucoup de cadets font tout leur possible pour réunir cette somme, et la voir le weekend. Le Poète arrive à réunir l'argent en vendant ses nouvelles érotiques et en écrivant à la demande des lettres d'amour. Aux dires de l'auteur, la « Pieds Dorés » est le seul personnage de la vie réelle qui ait été reproduit fidèlement dans le roman, en commençant par son nom.

### Paulino
Paulino, surnommé « le greffon » à cause de son métissage d'origine japonaise, tient un kiosque, « La Perlita », situé près de l'enceinte extérieure du Collège. Il y vend des sucreries et des boissons. Il alimente aussi le commerce de cigarettes et de pisco (alcool péruvien), marchandises qu'il fait entrer dans le Collège et qu'il revend ensuite au prix fort. Les weekends, certains cadets se retrouvent à « La Perlita » pour fumer et boire. Paulino est homosexuel, et dans une des scènes du roman, on le voit avoir des relations orales avec certains élèves, promettant une récompense à ceux qui « dureront » le plus (10 soles, et une bouteille de pisco).

## Autres personnages
Le capitaine Garrido, qui est le supérieur immédiat du lieutenant Gamboa, et le directeur adjoint du collège. C'est celui qui voit Ricardo Arana au sol pendant l'exercice de tir. Il est décrit comme « un homme grand, à la peau pâle, presque verdâtre aux pommettes ». On l'appelle Piranha parce que, comme ces bêtes carnivores des rivières amazoniennes, sa double rangée de dents énormes et blanches lui sort de la bouche et ses mâchoires sont constamment en train de battre ».
Le lieutenant Huarina, « petit, faible, ses ordres prêtent à rire, ses colères ne font peur à personne, les sous-officiers lui remettent les rapports sans se mettre au garde-à-vous et le regardent avec mépris ». C'est l'un des officiels responsables de la première section de cinquième année, mais son autorité est constamment ignorée en présence du lieutenant Gamboa. Quand Gamboa est expulsé à la suite de son enquête, Huarina prend sa place, et il ne se fait pas plus respecter. C'est à lui que l'Esclave va dénoncer le serrano Cava comme auteur du vol de l'examen, mais Huarina va s'attribuer le mérite de la découverte.
Pezoa, « un petit métisse musclé, aux mâchoires carnivores. Il joue bien au football, sa frappe est violente ». Les cadets insolents l'appellent « le rat ».
Morte
Le Commandant Altuna, un homme grand et corpulent, c'est un personnage « silencieux, fuyant, qu'on aperçoit rarement dans les dortoirs ou les salles de classe ».
Le Colonel, directeur du collège, homme maigre et de taille moyenne, c'est lui qui convainc le Poète de ne pas maintenir ses accusations contre le Jaguar.
Mentionnons aussi les personnages des épisodes intercalés:
- Les amis et la famille du Poète : ses parents, ses amis du quartier de Miraflores Tico et Pluto, son amoureuse Marcela.
- Les amis et la famille du Jaguar: sa mère Domitila, son ami Higueras (qui l'initie au monde de la délinquance), ses amis voleurs, ses parrains qui l'accueillent.
- Les parents de Ricardo Arana, dit l'Esclave.

## Polémique
Il est d'usage d'entendre que le roman a un caractère « autobiographique ». Plus exactement, il faudrait dire que le roman est une fiction inspirée par les moments que l'auteur a vécus durant les deux années passées au collège Leoncio Prado.  L'auteur nous donne lui-même son point de vue dans ces mémoires. La plupart des personnages  sont des modèles déformés de la réalité, et d'autres totalement inventés.
Inévitablement, le roman fait allusion à certaines situations que l'auteur a réellement vécues au cours de sa scolarité (cf ses mémoires), mais il ne faut pas prendre le roman comme une chronique exhaustive et fidèle à la réalité. Cependant, la sortie du livre au Pérou a fait scandale, notamment au sein de la communauté liée au collège Leoncio Prado, qui considère que le roman nuit à l'institution, jusqu'alors très prestigieuse. Beaucoup de militaires ont aussi trouvé que l'œuvre malmène l'armée. La scène homosexuelle avec Paulino a été sans conteste la scène la plus choquante, avec les scènes zoophiles (poules, Malencouille). Le général José Carlos Marín, un des fondateurs du collège, alla jusqu'à dire que le récit était « une manière d'attaquer les institutions liées à l'armée, manœuvre typique du communisme ». La véracité de l'anecdote, selon laquelle des exemplaires du roman auraient été brûlés dans la cour du collège, n'a pas été confirmée.

## Critiques
La critique espagnole et latino-américaine n'a pas tardé à saluer le premier roman de Mario Vargas Llosa. « Salué à sa publication en 1962 comme une œuvre majeure des lettres latino-américaines, ce roman fut couvert de lauriers et d'éloges unanimes [...] »
Dans ce roman, Mario Vargas Llosa nous décrit le contexte social, économique et politique de son pays. Les personnages du roman ont des origines sociales différentes, ils permettent de refléter le microcosme d'une société (Lima, et plus généralement le Pérou des années 1950), dans laquelle on peut retrouver des préjugés et des tensions de toute sorte, en particulier le racisme, les régionalismes et le contexte socio-économique. On devine aussi dans ce roman l'aversion de l'auteur pour le militarisme brutal et anti-démocratique. Vargas Llosa utilise une langue crue et un humour noir pour obtenir les effets désirés sur le lecteur.
La critique très sévère du roman envers les autorités militaires péruviennes est à l'origine d'une polémique dans la patrie natale de l'auteur. Des généraux péruviens attaquent le livre en qualifiant Vargas Llosa d'« esprit dégénéré » et en l'accusant d'avoir été « payé par l'Équateur » pour fragiliser le prestige de l'armée péruvienne. Un scandale qui valut à Vargas Llosa une notoriété accrue, comme ce dernier en témoigne lui-même : « Le livre a été brûlé, très officiellement, dans la cour du collège au cours d'une cérémonie expiatoire. Cent exemplaires sont ainsi partis en fumée. Mais le livre n'ayant pas été interdit, il est devenu rapidement très populaire, à ma grande surprise et à celle de mon éditeur ! »
Sa technique des « vases communicants » est utilisée pour la première fois dans ce roman, avec brio. Cette technique, comme la définit l'auteur, consiste à associer à une histoire principale des récits qui se déroulent à des lieux et des époques différentes, pour ensuite ne faire plus qu'un et en tirer une expérience différente de celle obtenue en présentant les épisodes séparément. C'est pour cela que cette œuvre fait référence à plusieurs époques, le lecteur peut ainsi se sentir perdu, n'ayant pas à disposition toutes les clés du récit de manière linéaire; mais cette construction particulière donne au roman un côté avant-gardiste.
Sans doute, la plus grande question du roman se pose à propos de la mort du cadet Ricardo Arana, l'Esclave. Bien que le Jaguar, à la fin du roman, avoue être responsable de l'assassinat, le flou persiste sur le caractère accidentel ou non de sa mort. 
Pour une explication plus détaillée du roman et son lien avec le phénomène culturel péruvien, et pour une analyse faite par l'auteur, le lecteur est invité à consulter Mario Vargas Llosa, A writer's reality.

## Entre fiction et réalité
Vargas Llosa a toujours souligné la nécessité de s'inspirer des personnes de la vie réelle et des relations qu'elles pouvaient avoir entre elles, même si le passage sur le papier tend à déformer le personnage. Ce roman n'a évidemment pas été une exception. Le Poète, Alberto Fernández Temple, est de manière évidente inspiré de l'auteur lui-même, bien qu'il faille signaler que certaines facettes d'autres personnages, comme l'Esclave, sont aussi inspirées de sa propre vie. Par exemple, la relation tumultueuse entre un père violent, qui battait sa mère et ses enfants, est inspiré de sa propre famille.
L'écrivain liménien Sergio Vilela (né en 1979) a continué à chercher qui se cachait derrière les personnages du roman de Vargas Llosa. L'auteur a révélé que le personnage du Jaguar avait été inspiré par le cadet Bolognesi, un jeune moqueur et bagarreur, à qui il a fait allusion dans ses mémoires. Et l'Esclave avait été inspiré par le cadet Lynch, un cadet assez tranquille, probablement le même qui apparaît encore dans ces mémoires comme « el Huevas Tristes ».
En partant de ces informations, Vilela a mené l'enquête en étudiant les archives du collège et en rencontrant les anciens camarades de Vargas Llosa. Il a alors établi que Le Jaguar (dont le nom n'est jamais mentionné dans le roman) devait être Estuardo Bolognesi Cedrón, arrière-petit-fils du héros du Morro de Arica, dont le surnom était « le Fou ». À la différence de son héroïque arrière-grand-père, Estuarto n'a pas emprunté de carrière militaire et il a fini par travailler dans une grande compagnie d'assurances. Il est finalement mort dans un accident de la route, en 1974. L'Esclave s'appelle lui Alberto Lynch Martínez, surnommé « el Nene » (le petit, le bébé), ou plus méchamment, « el Huevas » (l'œuf, la couille), qui, au moment de la publication du livre vivait à Houston, homme d'affaires sans plus aucun lien avec son pays d'origine.
Pour finir, Teresa est inspirée de Teresa Morales, qui a été le premier amour de l'auteur (en 1952). Elle vivait à Miraflores, assez près de la maison de Mario alors adolescent.

## Prix
- Prix Biblioteca Breve 1962
- Prix de la critique espagnole 1964

## Éditions
- Première édition : Barcelone, Seix Barral, 1962
- Traduction française de Bernard Lesfargues, Gallimard, coll. « La Croix du Sud », 1966
  - Rééd. Gallimard, coll. « Folio », 1981

## Adaptation cinématographique
Le roman a été adapté en film sous le même titre par le réalisateur péruvien Francisco J. Lombardi. L'adaptation est sortie en 1985. Le scenario a été rédigé par Vargas Llosa et José Watanabe. Dans le casting, on peut retrouver Pablo Serra, Gustavo Bueno (le lieutenant Gamboa), Luis Álvarez, Juan Manuel Ochoa (Le Jaguar), Eduardo Adrianzén (L'Esclave). Il est considéré comme un des meilleurs films de Lombardi, et une œuvre emblématique du cinéma péruvien. Il a reçu des récompenses au Festival de Mannheim-Heidelberg (prix Interfilm) et au Festival international du film de Saint-Sébastien (prix du meilleur réalisateur).
Un autre film inspiré par le livre a été Le Jaguar, réalisé par le chilien Sebastián Alarcón en 1986. Il a été tourné en URSS.